# Eupithecia chlorophora
Eupithecia chlorophora är en fjärilsart som beskrevs av Swinhoe 1895. Eupithecia chlorophora ingår i släktet Eupithecia och familjen mätare. Inga underarter finns listade i Catalogue of Life.